# Marian Barbu
Marian Alexandru Barbu (Făgăraș, 13 augustus 1988) is een Roemeens voetbalscheidsrechter. Hij is in dienst van FIFA en UEFA sinds 2021. Ook leidt hij sinds 2014 wedstrijden in de Liga 1.
Op 15 mei 2014 leidde Barbu zijn eerste wedstrijd in de Roemeense nationale competitie. Tijdens het duel tussen Pandurii Târgu Jiu en Corona Brașov (5–0) trok de leidsman éénmaal de gele kaart. In Europees verband debuteerde hij op 15 juli 2021 tijdens een wedstrijd tussen Valmiera en FK Sūduva in de eerste voorronde van de UEFA Europa Conference League; het eindigde in 0–0 en Barbu trok vijfmaal een gele kaart. Zijn eerste interland floot hij op 6 juni 2021, toen Moldavië met 1–0 won van Azerbeidzjan door een doelpunt van Vitalie Damașcan. Tijdens deze wedstrijd toonde Barbu aan één speler een gele kaart.

## Interlands
| Datum            | Plaats                 | Wedstrijd                 | Uitslag | Competitie             | Kreeg geel | Kreeg voor de tweede keer geel en dus rood | Weggestuurd |
| ---------------- | ---------------------- | ------------------------- | ------- | ---------------------- | ---------- | ------------------------------------------ | ----------- |
| 6 juni 2021      | Chisinau, Moldavië     | Moldavië – Azerbeidzjan   | 1 – 0   | Vriendschappelijk      | 1          | 0                                          | 0           |
| 19 juni 2023     | Dublin, Ierland        | Ierland – Gibraltar       | 3 – 0   | EK 2024 kwalificatie   | 2          | 0                                          | 0           |
| 15 november 2023 | Heverlee, België       | België – Servië           | 1 – 0   | Vriendschappelijk      | 1          | 0                                          | 0           |
| 5 september 2024 | Belfast, Noord-Ierland | Noord-Ierland – Luxemburg | 2 – 0   | Nations League 2024/25 | 2          | 0                                          | 0           |
| 14 november 2024 | Almaty, Kazachstan     | Kazachstan – Oostenrijk   | 0 – 2   | Nations League 2024/25 | 1          | 0                                          | 1           |
| 7 juni 2025      | Attard, Malta          | Malta – Litouwen          | 0 – 0   | WK 2026 kwalificatie   | 4          | 0                                          | 0           |

Laatst bijgewerkt op 8 juni 2025.